# Kanton Amiens-4 (Est)
Kanton Amiens-4 (Est) (fr. Canton d'Amiens-4 (Est)) byl francouzský kanton v departementu Somme v regionu Pikardie. Skládal se ze tří obcí. Zrušen byl po reformě kantonů 2014.

## Obce kantonu
- Amiens (východní část)
- Longueau
- Camon